# Neel Doff

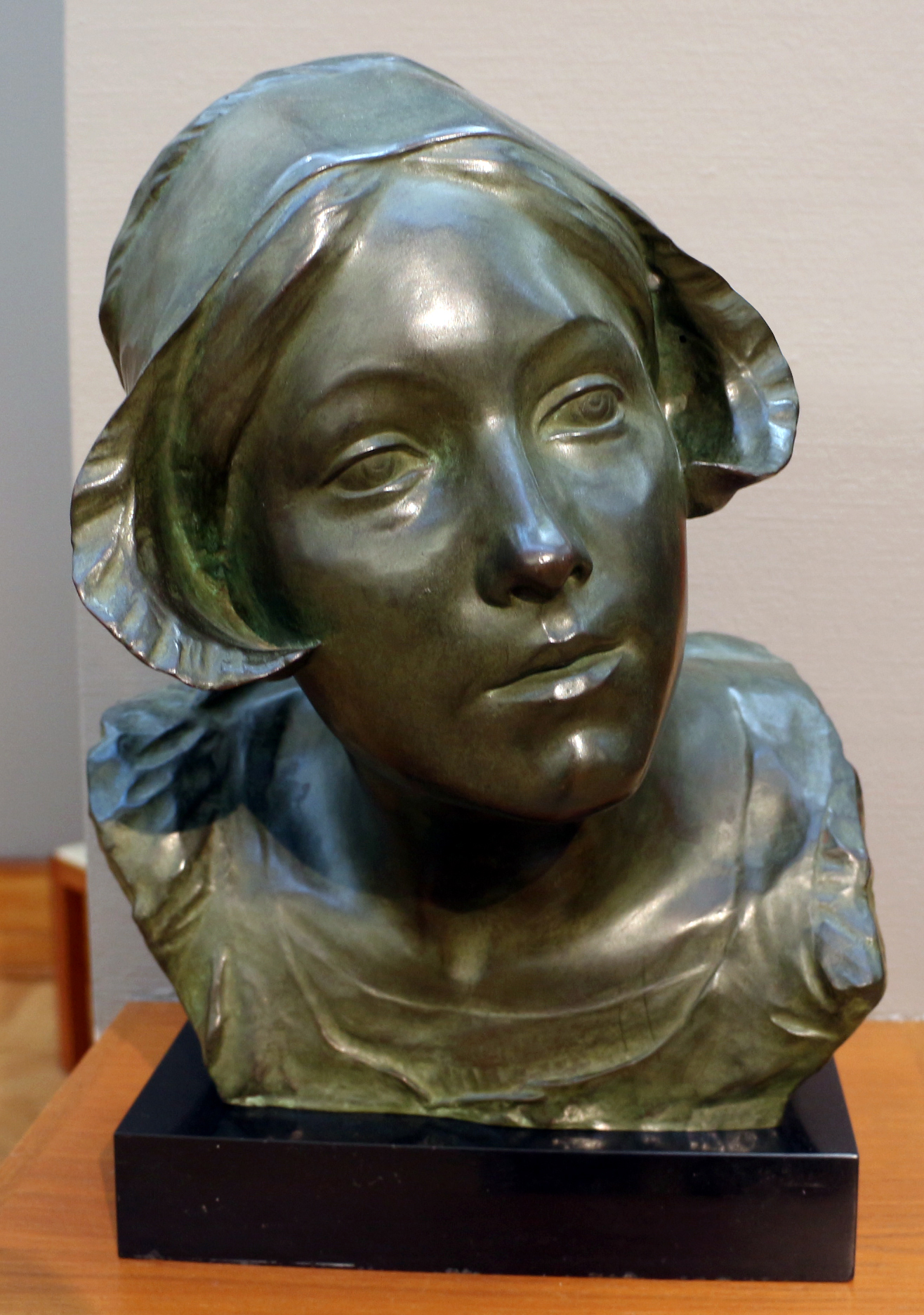
Buste van Nele voor het Charles de Coster-monument. Beeldhouwer Charles Samuel gaf haar de trekken mee van Neel Doff.

Cornelia Hubertina (Neel) Doff (Buggenum, Nederland, 27 januari 1858 – Elsene, België, 14 juli 1942) was een Nederlandse schrijfster die in het Frans schreef.
Ondanks haar Nederlandse oorsprong wordt ze tot de Franse literatuur gerekend. Door haar naturalistische verhalen wordt zij beschouwd als een van de voornaamste vertolksters van proletarische literatuur.

## Levensloop
Doff werd geboren als derde kind in een gezin van negen en verhuisde met haar moeder en alcoholistische vader naar steeds armoediger behuizingen in Amsterdam, Antwerpen en Brussel. Vastbesloten zich te onttrekken aan het lompenproletariaat, werd ze schildersmodel voor een groot aantal Belgische schilders, onder anderen James Ensor en Félicien Rops en in mindere mate beeldhouwersmodel voor Charles Samuel en Paul De Vigne. Ze poseerde voor Charles Samuel als Charles de Costers 'Nele' voor het Charles de Coster Monument op het Flageyplein te Elsene en voor Paul de Vigne als de Kleine Hollandse (La Petite Hollandaise). Hoogstwaarschijnlijk was ze ook het model voor Paul de Vignes "Metdepenningen" grafmonument op de Westerbegraafplaats van Gent en het identieke Ben Cable Monument op het Chippiannock Cemetery te Rock Island (Illinois).
In deze artistieke wereld ontmoette ze Fernand Brouez, met wie ze in 1896 in het huwelijk trad. Brouez, de tweede zoon van een rijke notaris, gaf het Franstalige tijdschrift La Société Nouvelle (Nederlands: De Nieuwe Maatschappij) uit. Dit wordt beschouwd als het belangrijkste Franstalige internationaal-socialistische, economische en artistieke tijdschrift van die tijd. Hij overleed in 1900.
Weduwe geworden, huwde Doff vervolgens Georges Serigiers, een vooraanstaande Antwerpse advocaat en vriend van de familie Brouez. Jaren later, geveld door een griep, zag ze door een raam van haar statige woning een groepje jongens in de sneeuw spelen. Dat tafereel wierp haar terug in de tijd en bracht haar dagen van armoede en ellende in herinnering. Ze stortte haar hart uit in haar eerste boek "Jours de famine et de détresse" (Nederlands: Dagen van honger en ellende). In kleine tableaus vertelt ze de levensloop van Keetje Oldema, een meisje dat veracht en vernederd wordt vanwege haar hopeloze armoede en door haar moeder aangezet tot prostitutie, om haar jongere broertjes en zusjes te voeden. Laurent Tailhade, betoverd door die beschrijving van een ellendige jeugd, werd haar grootste bewonderaar. De schilder en etser Francis Jourdain beval haar werk aan voor de Prix Goncourt van 1911. Ze liep de prijs mis met één stem verschil, maar was heel vereerd door de nominatie.
Neel Doff breidde haar autobiografische verhaal uit tot een trilogie met "Keetje" en "Keetje Trottin", bronnen voor de latere film Keetje Tippel. Ze rondde de "Doff-saga" af met in andere publicaties verspreide verhalen over haar broers en zusters. In 1907 betrokken de Serigiers hun prachtige nieuwe buitenhuis 'Chalet des Houx' te Genk, destijds nog een boerendorp. Geïnspireerd door het leven van de dorpelingen, vooral door één bepaalde familie, begon Doff opnieuw te schrijven. Haar werk en leven als "Grande Dame" becommentariërend, publiceerde ze haar verhalen in Franstalige tijdschriften. Ze vertaalde ook drie Nederlandse werken in het Frans. De plaats waar het buitenhuis vermoedelijk heeft gestaan is tegenwoordig bebouwd met enkele appartementencomplexen tegen het centrum van Genk aan. In de ontvangsthal van een van de complexen wordt zijdelings aandacht geschonken aan "Keetje Tippel" en Neel Doff, door middel van enkele korte teksten op een soort prikbord. De Neel Doffstraat in Genk herinnert nog aan de villa, die de bijnaam villa Keetje Tippel kreeg.
In december 1929 schreef Thibaud-Gerson in Le Courier Littéraire: "Wanneer geeft men de Nobelprijs aan de nederige en geniale Neel Doff?" Deze woorden waren genoeg om allerlei geruchten en speculaties te verspreiden over de nominaties voor 1930. Toch duurt die mythe nog voort in verschillende publicaties. Velen vergeleken haar werk met dat van Émile Zola. Zelf zei zij over Zola: "Hij schreef erover en ik heb het geleefd". Vermeldenswaard is dat het personage van Keetje lijkt op dat van Sonja uit Misdaad en straf van Dostojevski, waardoor ze de "Dostojevski van het noorden" genoemd wordt. De Franse linkse libertaire schrijver Henry Poulaille, die haar redacteur werd na het overlijden van haar echtgenoot Georges Serigiers, sloeg haar hoger aan dan Colette. Doffs soms brutale schrijfwijze over het lompenproletariaat blijft ondanks alles steeds controversieel. In 1930 huldigde België haar met de benoeming tot Officier in de Kroonorde.
Doff overleed in 1942 op 84-jarige leeftijd in haar huis, Napelsstraat 36, in Elsene. Ze was verbitterd door de gruwelen van de oorlog en leed aan een nierkwaal. Om haar bezittingen veilig te stellen, liet ze bij testament aan haar goede vriendin, de joods geboren Helen Temersen, alleen de auteursrechten van haar werk na. In de vroege jaren zeventig heeft Temersen de auteursrechten verkocht aan Uitgeverij Meulenhoff in Amsterdam. Deze gaf de boeken opnieuw uit, waarna Gerard Soeteman ze verwerkte tot een filmscript voor de door Paul Verhoeven geregisseerde film Keetje Tippel (1975). Het huis in Elsene liet Doff na aan de kinderen van de auteur en criticus Franz Hellens, die er later ging wonen en er ook schreef.
De rest van haar vermogen liet ze na aan verschillende personen. Uit het huis in Elsene verdwenen een aantal kunstwerken, waaronder een schilderij van James Ensor. Deze zijn nooit teruggevonden.

## Eerbetoon
Verschillende straten zijn naar haar vernoemd:
- de Neel Dofflaan in de Regattawijk in Antwerpen-Linkeroever.
- de Neel Doffstraat in Buggenum.
- de Neel Doffstraat in Genk.

### Uitgaven
- "Jours de famine et de détresse": verschillende publicaties in Parijs en Brussel gedurende enkele decennia.
  - Nederlandse vertaling: "Dagen van honger en ellende" door Anna van Gogh-Kaulbach, 1915.
  - "Dagen van honger en ellende" door Wim Zaal. Amsterdam: Meulenhoff, 1970 en 1971.
  - Portugees|Portugese vertaling: "Dias de Fome e de angùstia" door Amélia Pato. Lisboa: Ediçào Liber, 1975.
  - Russische vertaling: 1925 en 1926: geen informatie ter beschikking.
  - Duitse vertaling: onder de titel "Keetje Tippel" door Hanna Mittelstäd; voorblad door Dr. Josh van Soer: Nautilus/Nemo Press.
  - Zweedse vertaling: Dagar av svält och förtvivlan in: Keetje x 3 / Neel Doff ; översättning och inledning: Ann-Mari Gunnesson. Visby : Nomen : 2012
- "Contes farouches". Paris: Ollendorf, 1913 en Basac: Plein Chant, 1981. Het verhaal ‘Lyse d’Adelmond’ ("Lise van Adelmond") was om financiële redenen weggelaten in de Plein Chant-publicatie.
  - Spaanse vertaling: onder de titel van het eerste verhaal "Stientje" door J. Garcia Mercadal. Madrid: Collecciön Babel, 1921.
  - Nederlandse vertaling: onder de titel "De avond dat Mina mij meenam" door Wim Zaal. Amsterdam: Meulenhoff, 1974. Gekozen uit de bundels: "Contes farouches", "Angelinette" en "Une fourmie ouvrière".
  - Russische vertaling uit 1925 and 1926: geen informatie ter beschikking.
- "Keetje". Verschillende publicaties in Parijs en Brussel:
  - Nederlandse vertaling: twee publicaties onder de titel "Keetje Tippel" door Wim Zaal.
  - Spaanse vertaling: onder de titel "Historia triste de una mujer alegre (Keetje)" door J. Garcia Mercadal, 1923.
  - Engelse vertaling: als "Keetje" door Frederick Whyte. Londen: Hutchinson, 1930.
  - Russische vertaling uit 1925: geen informatie ter beschikking.
  - Zweedse vertaling: Keetje in: Keetje x 3 / Neel Doff ; översättning och inledning: Ann-Mari Gunnesson. Visby : Nomen : 2012
- "Keetje Trottin". (Keetje het loopmeisje) - een publicatie in Parijs en een in Brussel.
  - Zweedse vertaling: Springflickan in: Keetje x 3 / Neel Doff ; översättning och inledning: Ann-Mari Gunnesson. Visby : Nomen : 2012
- "Angelinette" (Engelientje). Parijs: Crès, 1923.
- "Campine". Paris: Rieder, 1926.
- "Elva" suivi de "Dans nos bruyères". Paris: Rieder, 1929.
  - Nederlandse vertaling van "Dans nos bruyères": onder de titel: "Bittere armoede in de Kempen" door R. de Jong-Belinfante. Amsterdam: Meulenhoff, 1983. Daarbij inbegrepen de vertaling van "Je voulais en faire un homme" ("Ik wilde een man van hem maken").
- "Une fourmi ouvrière". (De werkmier) Paris: Au Sans Pareil, 1935.
- "Quitter tout cela!" suivi de "Au jour le jour". Paris-Nemours: Ed. Entre Nous, 1937.
  - Nederlandse vertaling: "Afscheid", gevolgd door "Van Dag tot Dag" door R. de Jong-Belinfante. Amsterdam, 1975.

### Vertalingen door Neel Doff van Nederlandse werken
- "L’enfant Jésus en Flandre", vertaling van "Het Kindeke Jesus in Vlaanderen" door Felix Timmermans: Paris: Rieder 1925.
- "La maisonnette près du Fossé", vertaling van "Het huisje aan de sloot" door Carry van Bruggen: Parijs: Ed. Du Tambourin, 1931.
- "De vieilles gens", vertaling van "Van oude menschen, de dingen, die voorbij gaan..." door Louis Couperus: ongepubliceerd en verdwenen manuscript.

### Korte verhalen, tijdschriftartikelen
Veel korte verhalen en andere werken van Neel Doff werden gepubliceerd in een groot aantal Franstalige tijdschriften. Deze teksten zijn geciteerd in verschillende referenties: onder andere twee van de vier biografieën over Neel Doff. In 1975, maakte Nederlandse cineast, Paul Verhoeven de film Keetje Tippel. Elementen van de trilogie "Dagen van honger en ellende", "Keetje" en "Keetje het loopmeisje" zijn in de film verwerkt. Sommige publicaties zijn nog maar kort geleden ontdekt. Men heeft geen kopieën van de Spaanse, Engelse en Russische vertalingen gevonden in Neel Doffs twee woningen.

### Over Neel Doff
- "Neel Doff par elle-même" door Marianne Pierson-Piérard. Brussel: Ed. Esseo, 1964. – Dit werk bevat een bundeling van Neel Doffs werk.
- "Neel Doff" door Évelyne Wilwerth. België: Pré aux Sources; Éditions Bernard Gilson, 1992. Wetenschappelijk onderzocht gedocumenteerd werk.[6]
  - Nederlandse vertaling: "Neel Doff: de biografie" door Guy Vandeputte. Manteau, 1992.
  - Engelse vertaling: "Neel Doff (1858-1942): A biograpphy" door Renée Linkhorn. Belgian Francophone Library; Volume 8; Peter Lang, Publishing, Inc., New York, 1997.
- "Neel Doff, leven na Keetje Tippel" door Eric Defoort. Uitgeverij Hadewijch, 1993.
- "Villa Keetje Tippel" door Stefan Brijs. Verhaal over de dynamica van Neel Doffs werk en haar onmiddellijke omgeving in Genk. [7]
- "Les écrivains flamands et le champ littéraire en Belgique francophone" ("Vlaamse schrijvers in het veld der literatuur in Fransprekend België"): dissertatie van Ann-Mari Gunnesson voor haar doctoraat. Göteborg, Acta Universitatis Gothoburgensis, [2000] 2001. (Romanica Gothoburgensia 48).
- Ann-Mari Gunnesson, Nästan. Neel Doff och den självbiografiska fällan. Visby: Books on Demand, 2009. Biografie over Neel Doff in het Zweeds. Abstract in English (Almost. Neel Doff and the autobiographical trap). Résumé en français (À peu près. Neel Doff et le piège autobiographique).
- "Hulde" door Franz Hellens: Le Disque Vert.[8]